# Конотоп, Камила Сергеевна
Камила Сергеевна Конотоп (укр. Каміла Сергіївна Конотоп; род. 23 марта 2001, Харьков) — украинская тяжелоатлетка, выступающая в категории до 55 и до 59 кг. Трёхкратная чемпионка Европы 2021, 2023 и 2024 года, призёр чемпионата мира 2023 года. Участница летних Олимпийских игр 2020 и 2024 года.

## Карьера
В 2016 году на чемпионате Европы до 20 лет, проходившем в Эйлате, Камила завоевала бронзовую медаль в категории до 53 кг. В следующем году на молодежном чемпионате мира 2017 года в Бангкоке, она также завоевала бронзовую медаль в категории до 53 кг.
В 2018 году она выиграла серебряную медаль в категории до 53 кг на чемпионате Европы до 20 лет в Замосце. В 2018 году она также участвовала в категории до 55 килограммов на взрослом чемпионате мира в Ашхабаде, но осталась без медали.
В 2019 году она выступила в женской категории до 55 кг на чемпионте мира 2019 года, который проходил в Паттайе. В том же году она выиграла золотую медаль на юниорском чемпионате Европы в Бухаресте. На международном кубке Катара в Дохе она выиграла серебряную медаль в категории до 55 кг.

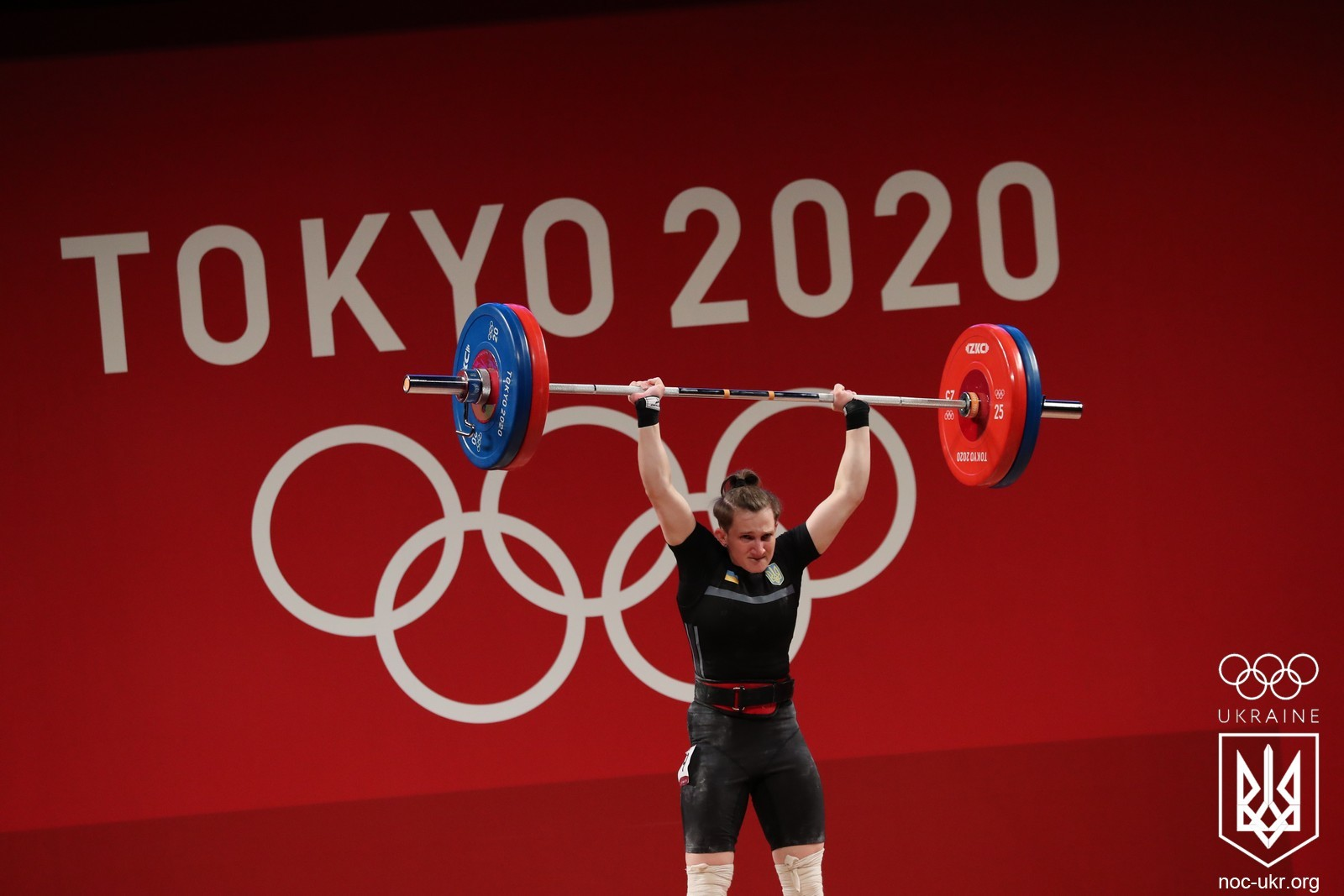
Конотоп на Олимпийских играх 2020

В 2020 году она выиграла серебряную медаль на этапе Кубка мира в Риме в категории до 55 кг.
В апреле 2021 года на Чемпионате Европы в Москве, украинская тяжёлоатлетка в олимпийской весовой категории до 55 кг, с результатом 208 килограммов стала чемпионкой Европы. В упражнении "рывок" с весом 95 кг, а также в упражнении "толчок" с весом 113 кг она завоевала малые золотые медали.
На чемпионате Европы 2022 года в Тиране завоевала серебряную медаль в категории до 55 килограммов. 
На чемпионате мира 2022 года в Боготе, в Колумбии в категории до 59 кг она стала шестой по сумме двух упражнений с результатом 223 кг и завоевала малую бронзовую медаль в упражнении «рывок» (102 кг).
В Ереване, на чемпионате Европы 2023 года в категории до 59 кг завоевала золотую медаль с результатом 235 кг по сумме двух упражнений, установив три рекорда Европы. В отдельных упражнениях также ей достались две малые золотые медали. 
В Саудовской Аравии, где состоялся Чемпионат мира по тяжёлой атлетике 2023 года, Камила в категории до 59 кг завоевала серебряную медаль чемпионата мира с результатом 236 кг по сумме двух упражнений. Малая серебряная медаль в рывке с весом на штанге 106 кг покорились ей. В толчке она была третьей — 130 кг.
В феврале 2024 года на чемпионате Европы в Софии Камила завоевала золотую медаль по сумме двух упражнений с результатом 230 кг. В отдельных упражнениях она также стала первой.